# Pico del Teide
Pico del Teide (nazývaná také jako Teide, Mount Teide) je spící sopka nacházející se na ostrově Tenerife, který je největším ze sedmi Kanárských ostrovů ležících nedaleko severozápadního pobřeží Afriky. V současnosti je nečinná, poslední erupce skončila v listopadu 1909. Pico del Teide je nejvyšší hora Španělského království (nejvyšší horou pevninského Španělska je Mulhacén, 3 479 m) i všech ostrovů v Atlantském oceánu a zároveň třetí největší sopka světa (měří asi 7 000 m od úpatí na dně oceánu). Vrcholy Pico del Teide a Pico Viejo s blízkým okolím jsou součástí národního parku – Nacional del Teide. Vzhledem k nedalekým obydleným oblastem je vulkán zapsán do seznamu Decade Volcanoes.

## Název
Jméno sopky je pozůstatkem po Guančech, pradávných světlovlasých obyvatelích ostrovů Tenerife a Gomera. Střet se Španěly se jim stal osudným. Zůstalo však po nich na ostrově několik původních jmen. Teide znamená „Pekelná hora“, v které žil bůh Guayota. Jméno má své oprávnění, protože Teide je vrcholem stále polospící sopky, která o sobě čas od času dává vědět.

## Historie
Před 150 tisíci lety došlo pravděpodobně k obrovskému sopečnému výbuchu, který vytvořil kalderu Las Cañadas, která se nachází ve výšce 2 000 m a měří 15 km od východu na západ a 10 km ve směru sever-jih. Vrcholy Teide i Viejo ležící na severní straně kaldery byly vytvořeny erupcemi z tohoto období. V roce 1709 zavalil lávový proud na severním pobřeží většinu zdejšího přístavu Garachico. Sopečná aktivita byla naposledy zaznamenána na svazích Vieja v roce 1909, kdy se po severozápadním svahu řinul 5 kilometrů dlouhý lávový proud. Svědkem podobné aktivity byl v minulosti i slavný mořeplavec Kryštof Kolumbus při jedné z výprav do Nového světa.

## Geografická charakteristika
Celý sopečný masív je komplexem dvou vulkánů Pico del Teide (3 715 m) a Pico Viejo (3 134 m). Oba se nacházejí v rozlehlé kaldeře Las Cañadas, jejíž původ není dosud zcela jednoznačně objasněn. Obvodová stěna této kaldery je dlouhá 74 km. Plochý kuželovitý vrchol Teide se zvedá z mnohem širšího a staršího kráteru dosahující výšky 2 000 m. Sopka Teide je v současné době považovaná za neaktivní, přestože v kráteru jsou stále aktivní fumaroly.

## Příroda
Svahy hory Teide zachycují západní a severozápadní vlhké větry a proměňují je v dešťová mračna. Celá nížina podél úpatí sopky je tak po celý rok vlhká a zelená. Pěstují se tu na polích banánovníky, mandloně, pomerančovníky a zelenina. Ve vzduchu je cítit vůně myrty a vavřínu. Naproti tomu jižní svahy dešťové srážky prakticky neznají. Ty zde přicházejí jednou za několik let a tomu také odpovídá místní suchomilná vegetace. Příznivé je však ovlivnění Kanárským mořským proudem, jenž zajišťuje vyrovnané podnebí. Celoroční teploty se zde pohybují mezi 18–30 °C. Díky tomu zde nalezneme dracény (latinsky Dracaena draco) staré až 2 000 let. V zimě na několik měsíců je vrchol pokryt sněhem a ledem.

## Přístup

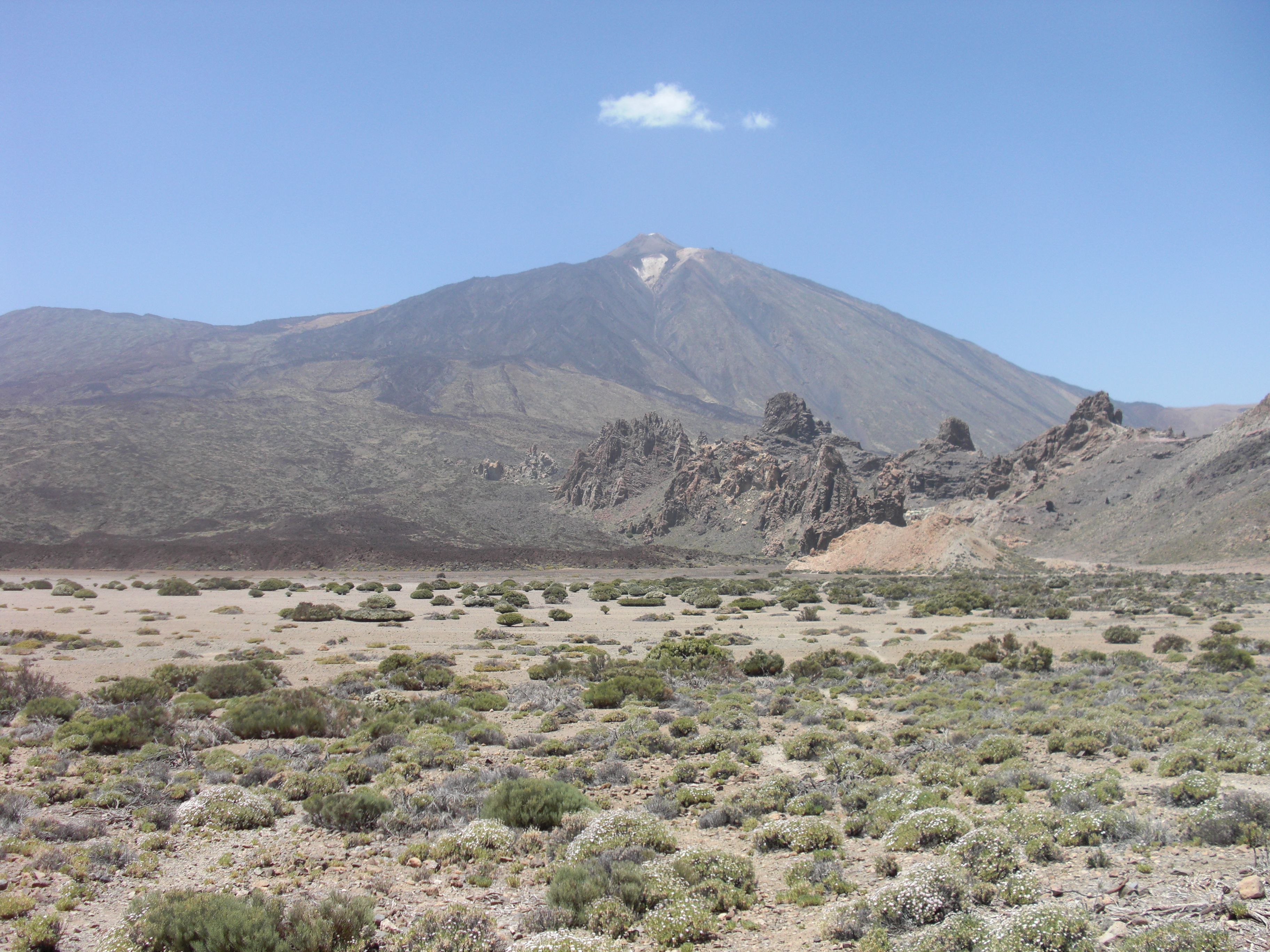
Pico del Teide

K vrcholu vedou čtyři hlavní silnice, po kterých je možné dojet až do kaldery ve výšce 2 000 m. Dál mohou návštěvníci pokračovat pěšky po upravených stezkách. Po cestě lze navštívit ledovou jeskyni Cuevo del Hielo (3 350 m). Další možností je využití kabinové lanovky, jež může turisty dopravit za 10 min. do výšky 3 555 m ke konečné stanici La Rambletta. Odtud je to již jen 30 min. na vrchol. Výstup na vrchol je technicky nenáročný. Při východu Slunce je odtud možno pozorovat pyramidovitý stín, který Pico del Teide vrhá až do vzdálenosti 200 km. K výstupu od horní stanice lanovky na vrchol během dne je nutno obstarat si oficiální povolení, které se vydává zdarma v Santa Cruz de Tenerife nebo na stránkách Národního parku.
Alternativou je pěší výstup a přenocování na chatě Refugio Altavista (3 260 m n. m.) s ranním výstupem na vrchol před devátou hodinou bez nutnosti obstarat si povolení. Základní cesta po svých na vrchol Teide začíná u hlavní cesty kousek za základní stanicí lanovky (směrem ze západu na východ). Odbočka prašné cesty ukazuje směr na kopec Montaña Blanca, což je vulkanický útvar ve výšce cca 2 800 m. Odtud se prašná cesta pro džípy mění na regulérní horskou stezku. Po hodině a půl se turista dostane k chatě Altavista (3 260 m). K vrcholu to je už maximálně hodina a půl.

## Galerie

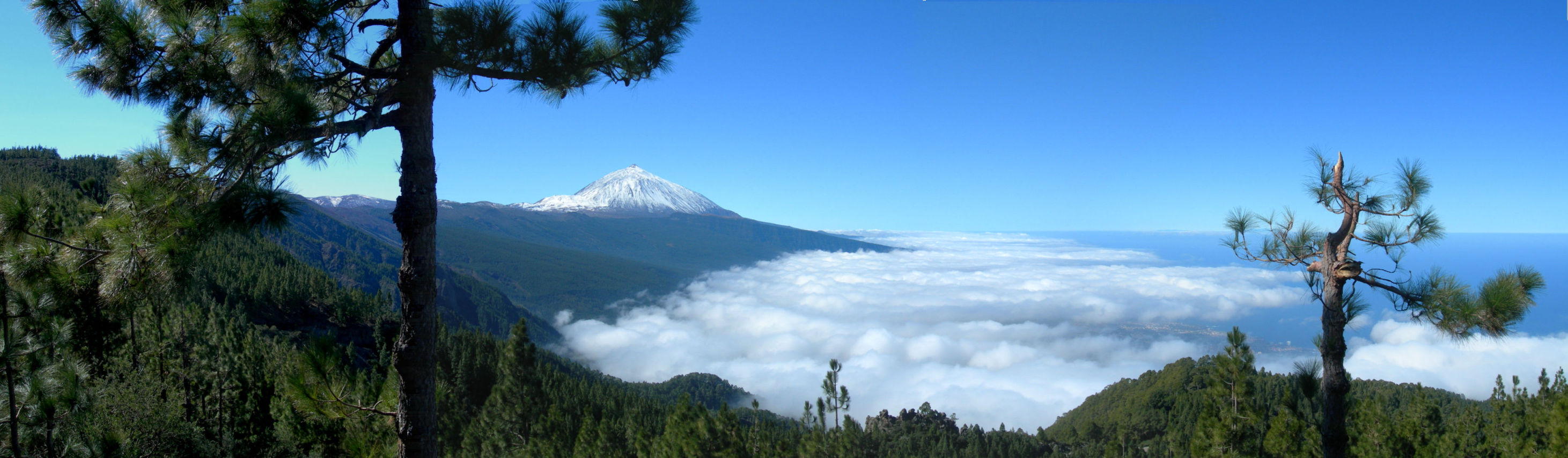
Panorama Pico del Teide

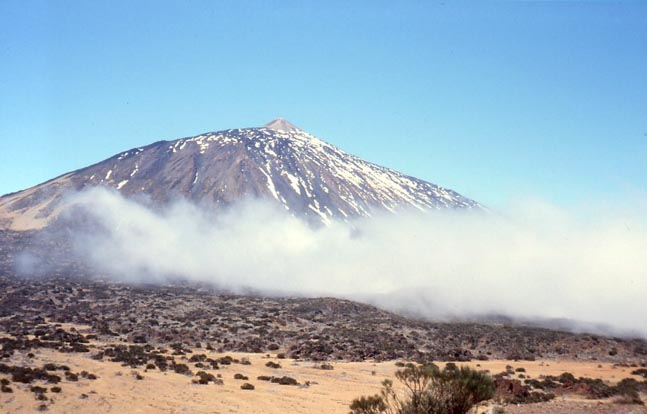
Teide z Cañada de los Guancheros (2050 m)

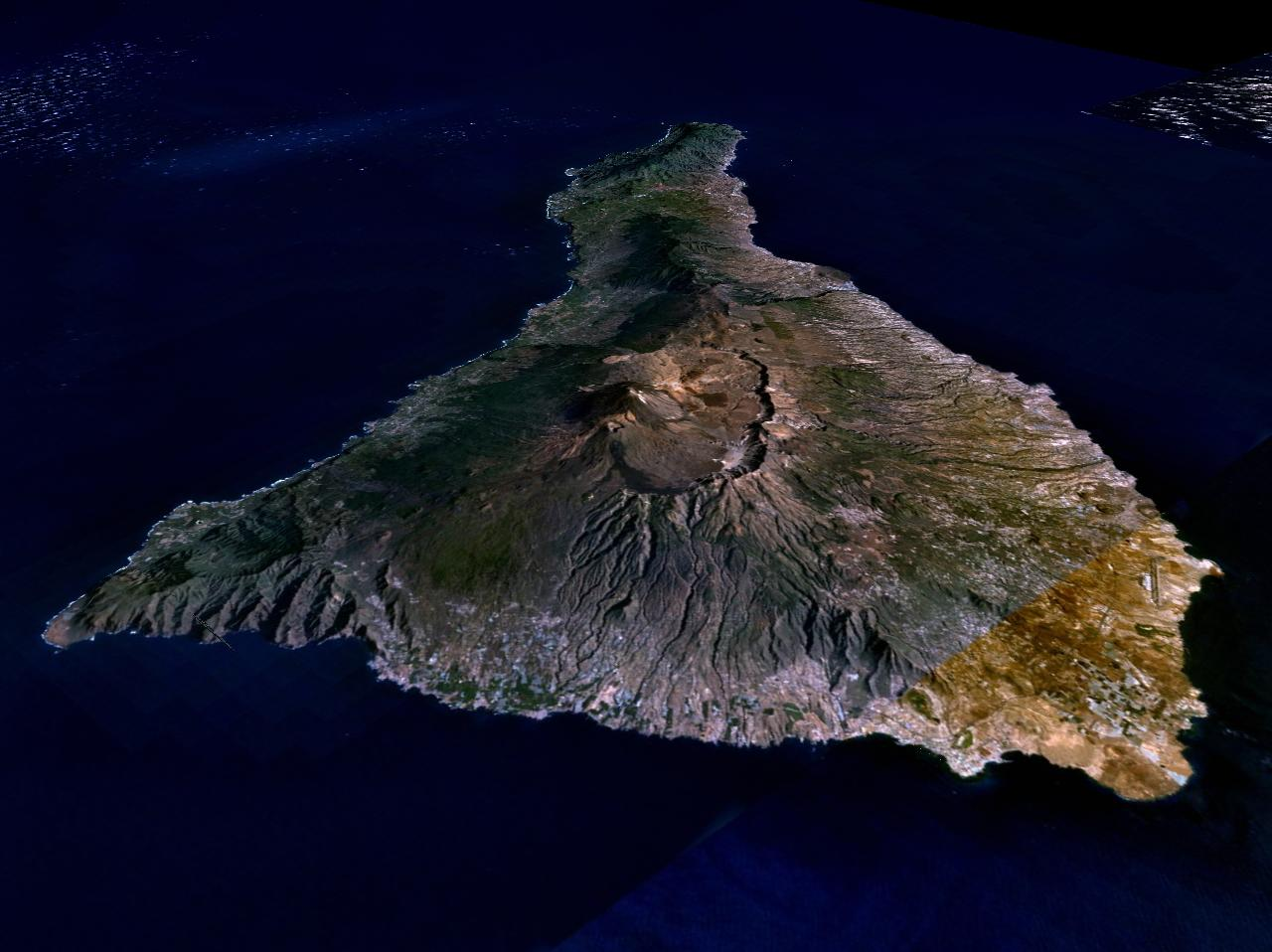
Satelitní snímek ostrova Tenerife

Teide 3D

Vrchol Teide 3D

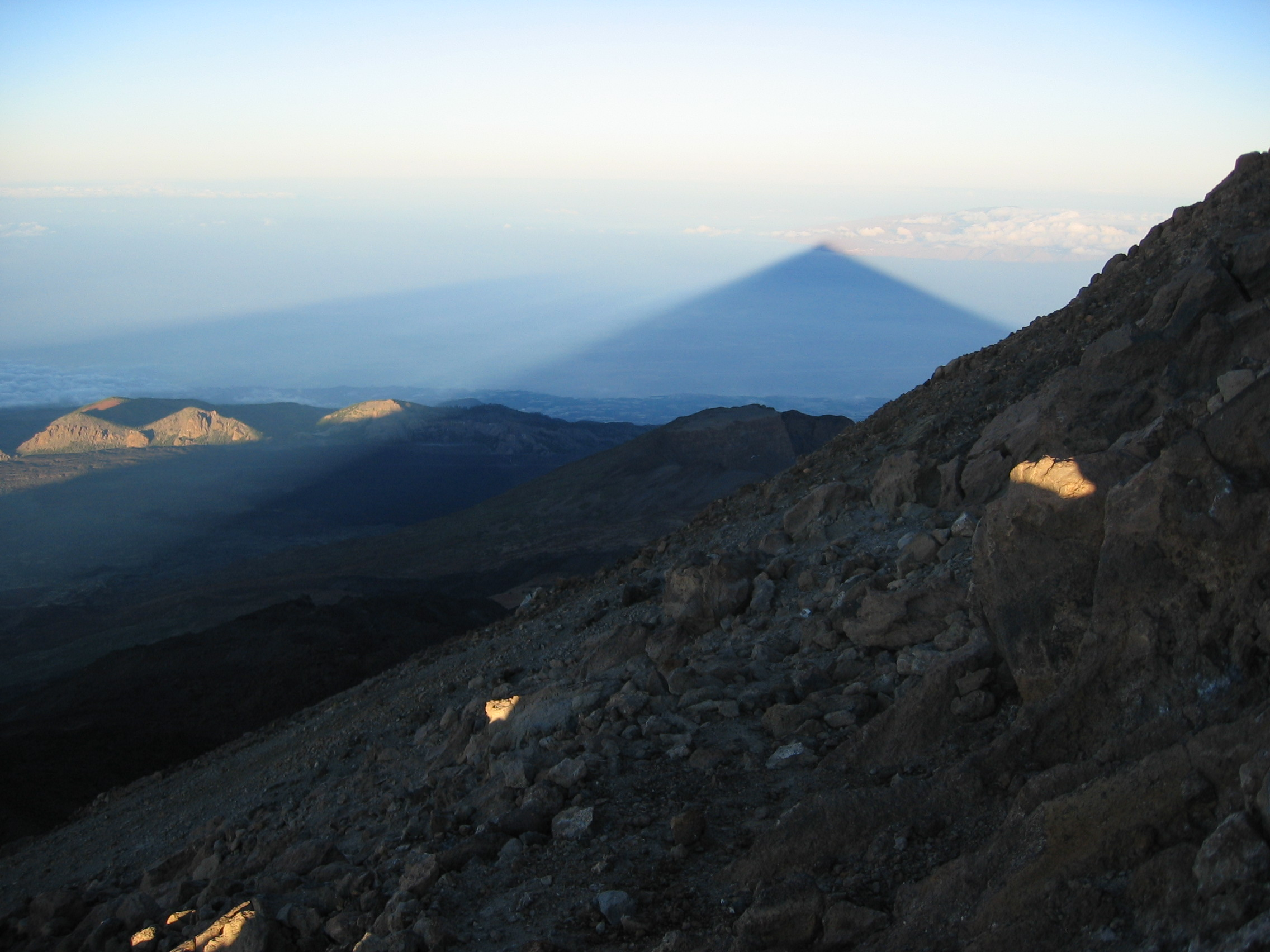
Stín hory při východu slunce